# Melinis reynaudioides
Melinis reynaudioides är en gräsart som först beskrevs av Charles Edward Hubbard, och fick sitt nu gällande namn av Georg Zizka. Melinis reynaudioides ingår i släktet Melinis och familjen gräs. Inga underarter finns listade i Catalogue of Life.